# Breguzzo
Breguzzo és un antic municipi italià, dins de la província de Trento. L'any 2007 tenia 595 habitants. Limitava amb els municipis de Bolbeno, Bondo, Daone, Roncone, Tione di Trento i Villa Rendena.
L'1 de gener 2016 es va fusionar amb els municipis de Bondo, Lardaro i Roncone creant així el nou municipi de Sella Giudicarie, del qual actualment és una frazione.

## Administració
| Període | Identitat   | Partit        |
| ------- | ----------- | ------------- |
| 2005-   | Ilda Frioli | Llista cívica |